# Mosorberghagedis
De mosorberghagedis (Dinarolacerta mosorensis) is een middelgrote hagedis uit de familie echte hagedissen (Lacertidae).

## Naam en indeling
De wetenschappelijke naam van de soort werd voor het eerst voorgesteld door Juro Kolombatović in 1886. Oorspronkelijk werd de wetenschappelijke naam Lacerta mosorensis gebruikt.
De soort werd eerder tot de geslachten Lacerta en het niet meer erkende geslacht Archeolacerta gerekend, waardoor de literatuur niet altijd eenduidig is over de wetenschappelijke naam.

## Uiterlijke kenmerken
De mosorberghagedis heeft een wat 'uitgerekt' lichaam; de voor- en achterpoten staan relatief ver van elkaar. Ook heeft deze soort een wat langere nek en spitse kop waardoor het dier op een foto enigszins doet denken aan een miniatuurversie van een varaan, maar met een lengte van ongeveer twintig centimeter is er in de praktijk geen verwarring.
De lichaamskleur is olijfgroen tot bruin of bruingrijs met kleine donkere vlekjes op de rug. Mannetjes zijn iets forser dan de vrouwtjes en hebben wat grovere vlekjes. In de paartijd is de buik van het mannetje blauw en de keel en onderzijde van de voorpoten is geel tot oranje van kleur.

## Levenswijze
Het is een snelle soort die ook wel klimt, maar vooral op de bodem actief is. Op het menu staan insecten en de larven en andere kleine ongewervelden. De vrouwtjes zetten eieren af, er wordt een enkel legsel geproduceerd dat bestaat uit vier tot acht eieren. Deze komen na ongeveer zes weken uit waarbij de juvenielen tevoorschijn komen. Deze zijn al vijf centimeter lang en direct erg snel.

## Verspreiding en habitat
De hagedis komt voor in het zuidoosten van Europa en leeft in gebergten in het middengedeelte van de Adriatische kust, van de Kroatische stad Split tot de Servisch-Albanese grens in de landen Albanië, Bosnië en Herzegovina, Kroatië en Montenegro.
De hagedis komt voor in zeer vochtige en schaduwrijke gebieden in kalksteengebergten op vaak enige honderden meters boven de zeespiegel, meestal tussen 600 en 1500 meter.

## Beschermingsstatus
Door de internationale natuurbeschermingsorganisatie IUCN is de beschermingsstatus 'kwetsbaar' toegewezen (Vulnerable of VU).